# Montebruno
Montebruno (ligur nyelven Montebrun) település Olaszországban, Liguria régióban, Genova megyében. Lakosainak száma 200 fő (2023. január 1.). Montebruno Fascia, Fontanigorda, Lorsica, Rezzoaglio, Rondanina, Torriglia és Mocònesi községekkel határos.

## Népesség
A település lakossága az elmúlt években az alábbi módon változott:
| Lakosok száma | 238  | 231  | 200  |
|               | 2017 | 2018 | 2023 |